# Репатриация балтийских немцев (1939—1941)
Репатриация балтийских немцев из Латвии и Эстонии в Германию в 1939—1941 годах затронула большинство немцев, проживавших в обеих странах: более 60 000 в Латвии и более 10 000 в Эстонии. Переселение немцев из Литвы в 1941 году затронуло около 50 000 человек, включая значительное число лиц негерманского происхождения.

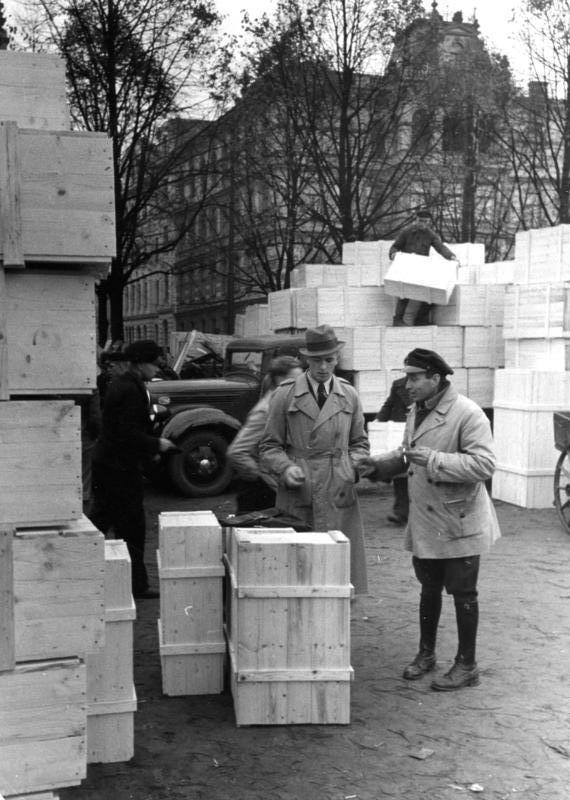
Погрузка имущества немецких репатриантов. Рига, 1939 г.

## Предпосылки и начало репатриации
История расселения немцев в Прибалтике восходит к концу XII века, когда на её территорию прибыли германские купцы, миссионеры и рыцари-крестоносцы. На протяжении семи с лишним веков многие поколения немцев жили на переходящих из рук в руки балтийских землях. При этом численно небольшое немецкое меньшинство (в частности, в 1881 году удельный вес немцев в общей численности населения на территории современной Эстонии составлял всего 5,3 %) играло здесь доминирующую роль в общественной жизни: немцы были крупнейшими землевладельцами, государственными чиновниками, занимали главные позиции в торговле, ремёслах и образовании.
После революции 1917 года Эстония, Латвия и Литва обрели независимость. В этом процессе непосредственное участие сначала принял даже уполномоченный Германии в Прибалтике Август Винниг , а затем сформированное немецкими и русскими помещиками ополчение ландесвер и германская Железная дивизия. В своих мемуарах 1921 года Винниг писал: «Латыши будут делать всё, лишь бы использовать нас как наёмников, а затем, когда пора самой большой и неотложной нужды будет уже позади, тут же оставят нас с носом». Именно это и произошло в три этапа: при аграрной реформе; во время ущемления нацменьшинств диктатурой Улманиса в 1934–1940 гг.; в ходе добровольно-принудительной репатриации немецкой общины в 1939 году.
Большевики ещё владели Ригой, правительство Улманиса было оттеснено в Либаву, а латышский публицист и общественный деятель Артур Кродер в статье «Прошлое — не оправдание» заявил: «Если бы немцев было [в Латвии], по меньшей мере, 30–40 проц., тогда можно было бы говорить о немецком языке как о государственном языке рядом с латышским языком».
После проведения Эстонии и земельной реформы в Латвии (в 1919 и 1920 году соответственно) остзейское дворянство потеряло большую часть своих владений. Немецкие депутаты I Сейма Латвии, в том числе Манфред фон Фегезак оспорили национализацию земель и поместий в Лиге наций, указывая на дискриминацию по национальному признаку, но вместо компенсации получили обвинения в нелояльности к Латвии.

### В Латвии
В Латвии каждой семье помещиков было оставлено только 50 га земли и одна мыза. Это вызвало первую волну эмиграции балтийских немцев: если на начало XX века их доля в населении будущей Латвийской республики составляла 6,2 %, то к 1935 году она сократилась до 3,19 % (62 144 человек).
Однако балтийские немцы продолжали играть важную роль в промышленности, коммерции и науке. В 1935 году 72 % латвийских промышленных предприятий принадлежали немцам и евреям. Сохранялись учебные заведения, где обучение шло на немецком языке, хотя после переворота 1934 года в Латвии сферу обучения на немецком стали ограничивать. Также национальные меньшинства, в том числе немцев, стали вытеснять из важнейших отраслей экономики: были национализированы несколько банков, Льняная мануфактура в Елгаве, введено лицензирование внешней торговли, в котором приоритет получили латыши.
Изменение социального положения балтийских немцев способствовало росту влияния среди них нацизма, пришедшего к власти в Германии. Однако при этом набирал силу и латышский нацизм с лозунгом «Латвия для латышей».

### В Литве
Положение немцев в Литве существенно отличалось от положения в двух других балтийских странах. Немцы в Литве никогда не занимали доминирующих позиций, большинство немецкого населения занималось сельским хозяйством и ремёслами, и изменение их статуса в независимой Литве не было столь болезненным. Однако и в Литве немцы столкнулись с ущемлением своих прав после Мемельского восстания. Растущее недовольство немецкого меньшинства выразил пастор Теодор фон Засс, который в 1934 году был осуждён вместе с ветеринарным врачом Эрнстом Нойманном «за попытку организации восстания и отделения Мемельского края от Литвы». По переписи 1923 года в Литве (без учёта Мемельской области) проживал 29 231 этнический немец (менее 1,5 % населения), при этом германские источники указывали цифры между 40 000 и 50 000.

### В Эстонии
По переписи 1934 года в Эстонии проживало 16 346 немцев (1,5 % населения).
В результате земельной реформы в Эстонии были ликвидированы все рыцарские мызы, что разрушило экономические основы существования местных немцев, хотя формально реформа не была связана с национальностью мызников (были национализированы и поместья, принадлежавшие эстонцам). В общей сложности было отчуждено около 2310 тысяч га земли. Эстонская пропаганда называла эту реформу «исправлением исторической несправедливости».

### Договорённости Германии и СССР
Согласно заключённому в августе 1939 года дополнительному протоколу к Договору о ненападении между Германией и СССР], Латвия, Эстония и Литва попадали в сферу интересов СССР. Мемельский край в это время уже вернулся в состав Германии. Немецкое население Латвии и Эстонии порождало проблемы для обеих сторон: советское руководство расценивало его как «пятую колонну» после запланированного присоединения Прибалтики к СССР, а нацистская доктрина требовала воссоединения фольксдойче в рамках единого германского рейха.
28 сентября 1939 года был подписан договор о дружбе и границе между СССР и Германией, согласно которому советское правительство обязалось «не препятствовать немецким гражданам и другим лицам германского происхождения, проживающим в сферах его интересов, если они будут иметь желание переселиться в Германию или в сферы германских интересов». 
Впервые вопрос о возможной репатриации прибалтийских немцев был затронут 6 октября 1939 года в речи Адольфа Гитлера перед германским рейхстагом. Тогда фюрер отметил, что акция будет проводиться для того, чтобы переселить в Германский рейх немцев, которые «разбросаны по всему миру».
Уже на следующий день, 7 октября 1939 года прогерманская общественная организация «Немецкое народное объединение» опубликовала воззвание к соплеменникам, в котором призвала остзейское население содействовать заселению новоприобретённой германским рейхом восточной площади, имея в виду освоение земель Западной Польши, захваченной в результате вторжения сил вермахта 1 сентября 1939 года. Публично эту мысль озвучил глава объединения Адольф Интельманн. В этот же день германский посланник в Латвии Ганс фон Котце посетил латвийское внешнеполитическое ведомство и по итогам переговоров с министром иностранных дел Вильгельмом Мунтерсом достиг устной принципиальной договорённости о проведении репатриации немецкого населения из республики.

## Репатриация 1939 года из Латвии и Эстонии
Поскольку осенью 1939 года Латвия и Эстония оставались суверенными государствами, вопрос о репатриации необходимо было официально урегулировать с их правительствами.

### Эстония

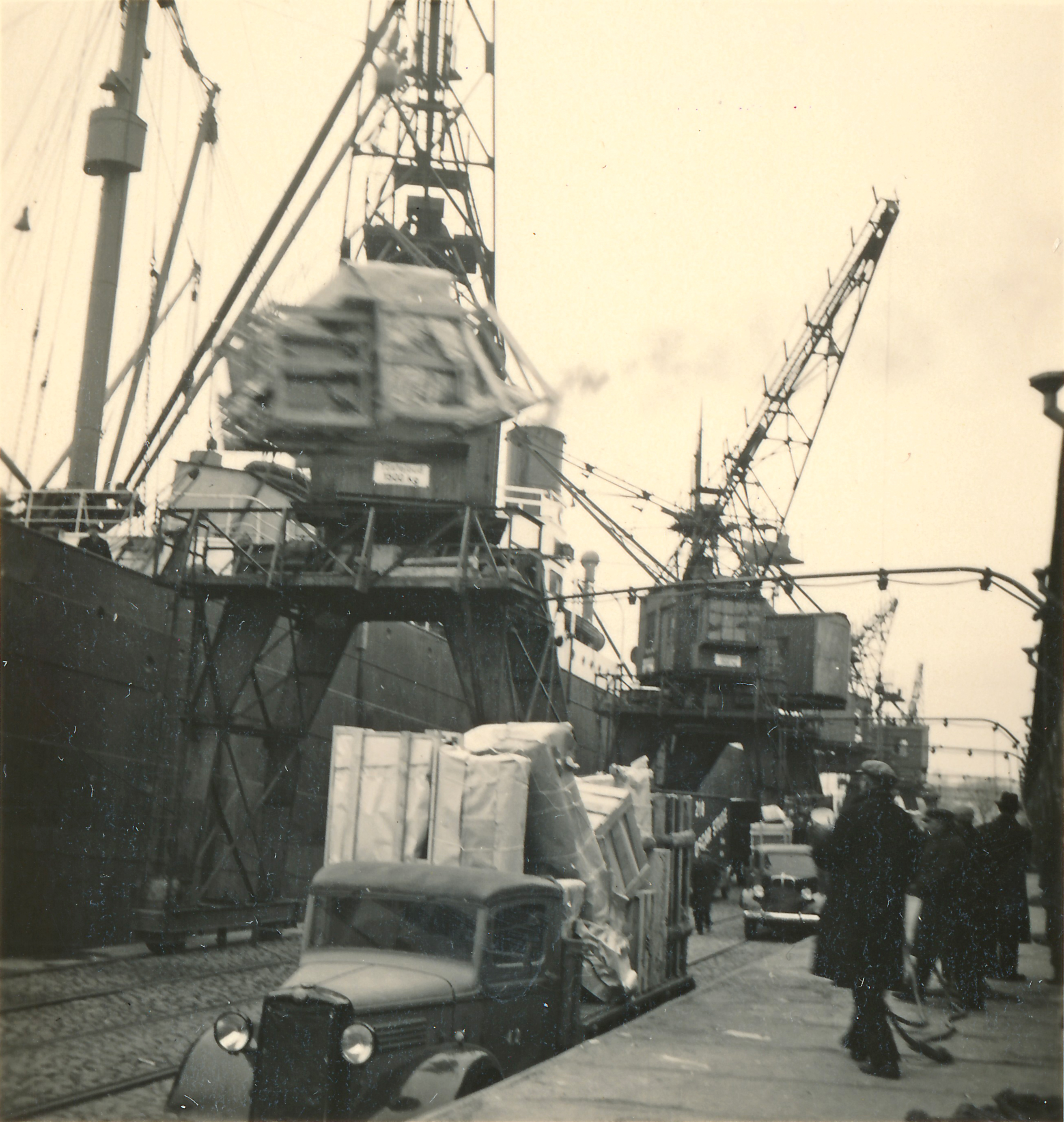
Погрузка имущества репатриантов на корабли, Эстония

15 октября 1939 года был подписан протокол между Эстонией и Германией о переселении немецкой этнической группы в пределы Германского рейха. В протоколе были установлены главные процедуры репатриации немцев и ликвидации их собственности.
Основная часть немецких переселенцев из Эстонии была эвакуирована пароходами с 18 октября по 15 ноября 1939 года. По официальным данным в этот период пределы страны покинули 11 760 немцев — бывших граждан Эстонии. Эта цифра не учитывает ещё примерно 900 резидентов страны, имевших германское или другое гражданство. Ещё несколько сотен немцев покинули Эстонию весной 1940 года, и, по официальным германским данным, общее количество репатриантов составило 12 900 человек. Таким образом, в середине 1940 года в Эстонии оставалось около 3500 немцев.

### Латвия
30 октября был заключён договор между Германией и Латвией о переселении граждан Латвии немецкой национальности в Германию. Этот договор достаточно подробно описывал процедуру смены гражданства, вопросы организации переселения, а также имущественные вопросы. Комментируя 2 ноября этот договор, латвийский министр юстиции Херманис Апситис заявил: «Каждый хозяин рад, когда он может у себя один, без мешающих совладельцев и компаньонов, хозяйничать, и такое чувство можем испытывать и мы в момент, когда освобождаемся от многих соучастников в хозяйстве нашего государства и народа».
Первый пароход с немцами–гражданами Германии вышел из Риги ещё до заключения договора — 15 октября 1939 года. Пароход «Шаргерн», в команде которого были китайцы, был рассчитан на 800 человек, но принял на борт 488: первыми уехали актёры Немецкого театра, больные и пожилые люди. Самых немощных разместили в каютах, остальные ехали в трюме, сидя на нарах. Пароход взял курс на Гдыню, где находился центр по приёму переселенцев.
После подписания германско-латвийского договора, начиная с 7 ноября, началась массовая и спешная эвакуация. Следующие пароходы тоже были грузовыми, поэтому в каютах размещали только женщин с детьми, а остальные путешествовали в трюмах, сидя и лёжа на мешках с соломой. В ноябре на пароходе «Потсдам», перевозившем 700 молодых матерей с детьми, четыре беременные пассажирки разродились при помощи судового врача. На пароходе «Океан» отправилась на историческую родину самая старая переселенка — Амалия-Шарлотта Гохейм, родившаяся 5 января 1840 года. Свое столетие слепая женщина, вывезенная из богадельни в Елгаве, праздновала уже на германских землях. 14 декабря на пароходе «Ольденбург» были переправлены в Германию 100 заключённых латвийских тюрем, а на «Бремерхафене» вывезли 300 слабоумных.
До 15 декабря 1939 года Латвию покинули 47 810 человек, а до конца 1940 года, по официальным германским данным, — 48 641 человек. Примерно 13 500 немцев остались в Латвии .

### Места размещения
До конца 1939 года на 87 кораблях из Эстонии и Латвии было вывезено 61 858 немцев. Корабли следовали в Готенхафен, Данциг, Штеттин, Свинемюнде и Мемель.
Далее переселенцев размещали преимущественно в рейхсгау Вартеланд и Данциг—Западная Пруссия, аннексированных у Польши нацистской Германией. Земли и дома, которые получали вновь прибывшие фольксдойче, были незадолго до того экспроприированы у поляков, депортированных в пределы генерал-губернаторства, а также у евреев, отправленных в лагеря и гетто.
По прибытии на место назначения репатрианты подвергались проверке, и их делили на четыре категории, используя расовые и политические критерии. В результате лишь менее 10 % переселенцев получили право жить в старой части Германского рейха, а большинство было размещено в рейхсгау Вартеланд.

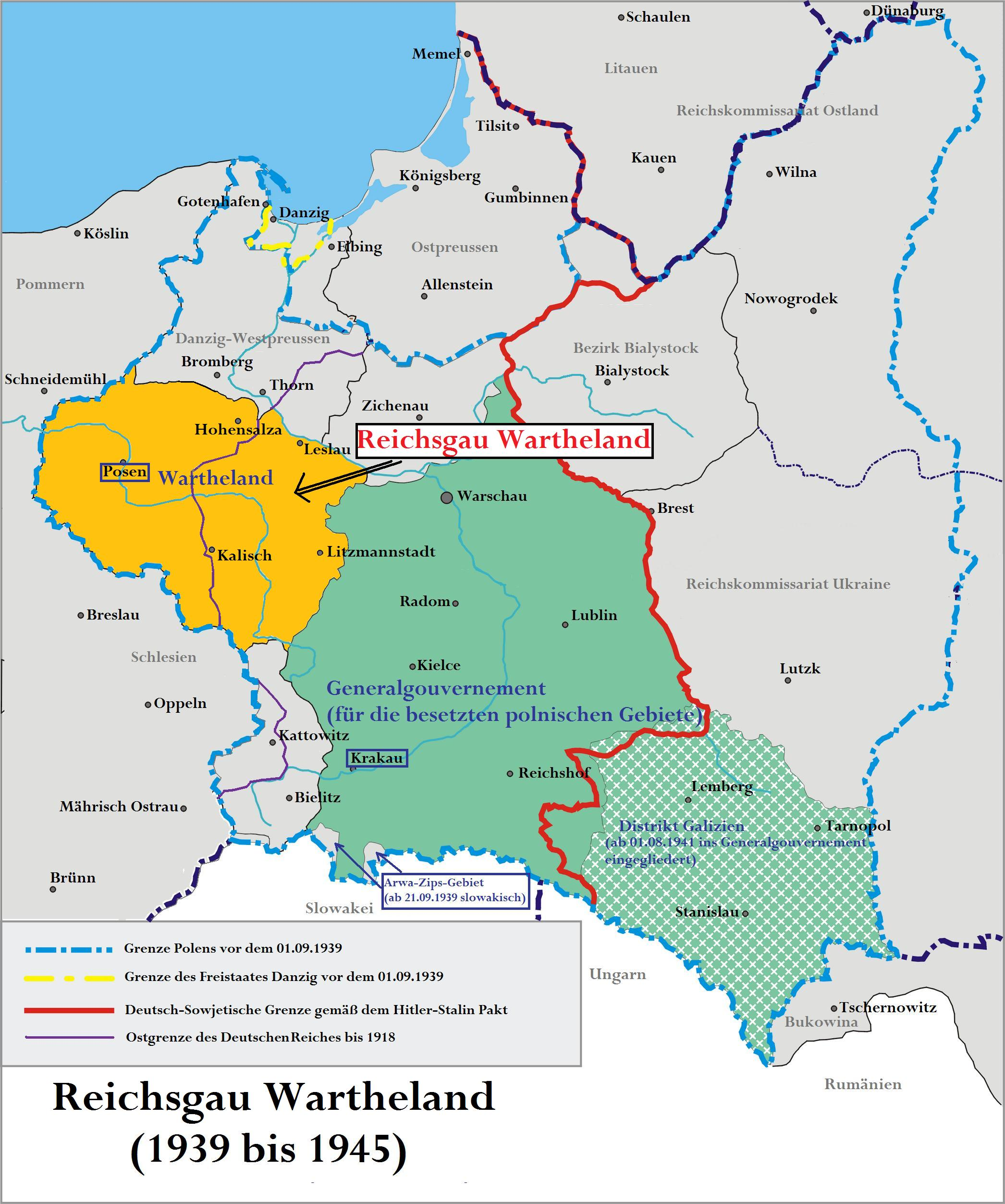
Карта рейхсгау Вартеланд
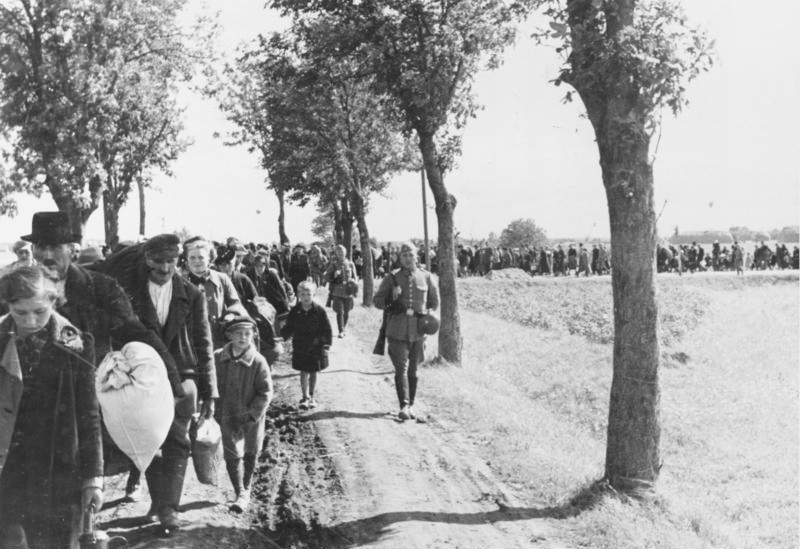
Выселение поляков из Вартеланда
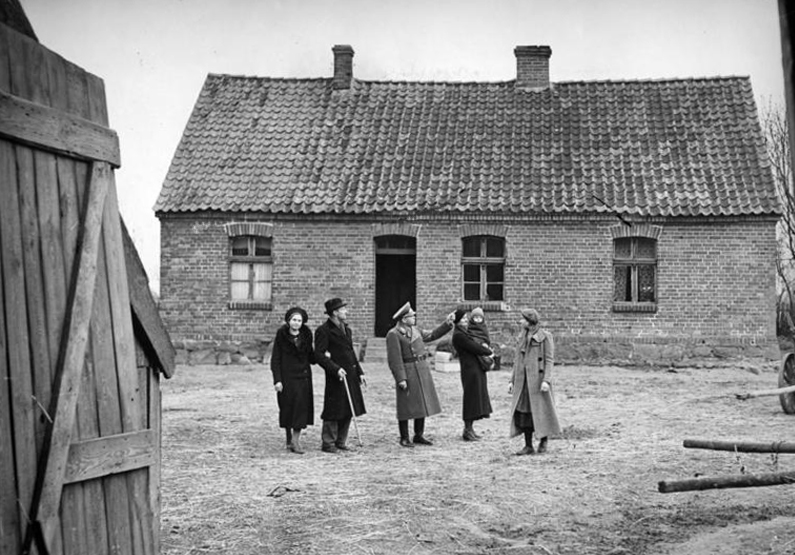
Немцам-переселенцам показывают их новое жильё в Вартеланде, 1939
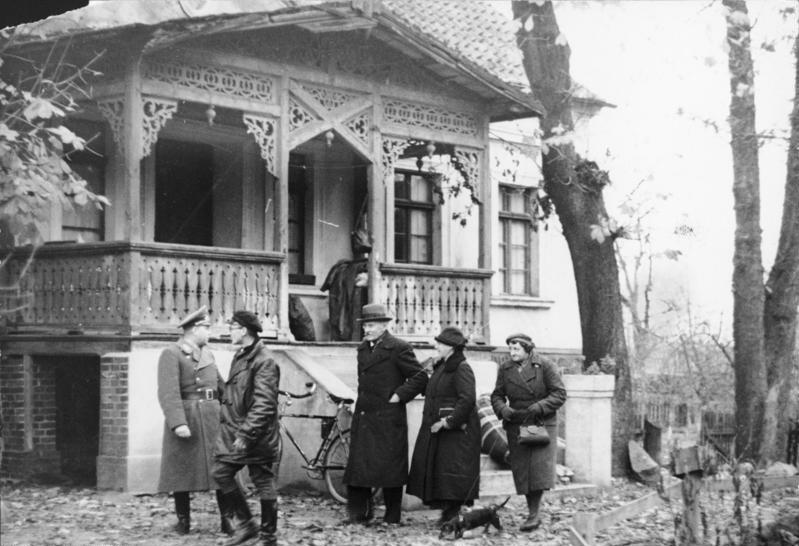
Немцы-репатрианты принимают дом изгнанных поляков в Вартеланде, ноябрь 1939
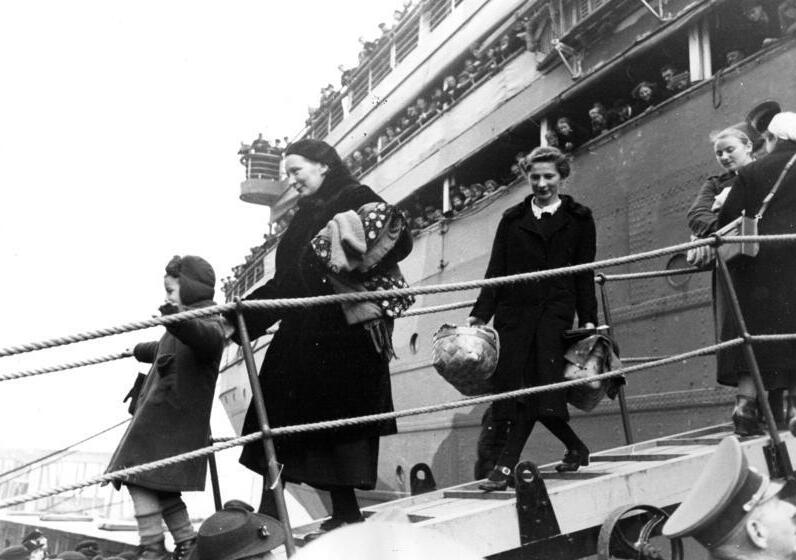
Немецкие переселенцы сходят с борта лайнера «Генерал фон Штойбен» в порту Штеттина, 1939

### Германская пропаганда репатриации
Сторонники репатриации использовали националистические настроения, порождённые разочарованием от утраты немецким меньшинством доминирующего положения в прибалтийском обществе и нежеланием сталкиваться с проблемами, характерными для существования этнических меньшинств в национальном государстве. Эти настроения способствовали успеху нацистской пропаганды, призывавшей объединиться на исторической родине и сулившей возвращение утраченного величия германской нации. Пропаганда использовала также опасения в связи с вероятным переходом балтийских стран под власть СССР или коммунистическим переворотом и ожидавшимися в этом случае репрессиями против немецкого населения.
Большая часть пронацистски настроенных органов немецкой печати Латвии призывала прибалтийско-немецкую общину готовиться к репатриации как к неизбежному историческому шагу, взяв на вооружение тональность запугивания. Однако некоторые немецкоязычные газеты восприняли новость как неожиданную и отнеслись к гитлеровскому призыву с тревогой и недоумением. В частности, сравнительно лояльная к культурно-политическим преобразованиям в Германском рейхе рижская газета «Rigasche Post», отражая настроения своих читателей, в номере от 6 октября писала: «Из компетентных кругов местных немцев сообщаю: само собой разумеется, что события последних дней нас глубоко задели, неясность положения создала опасения в нашей среде».

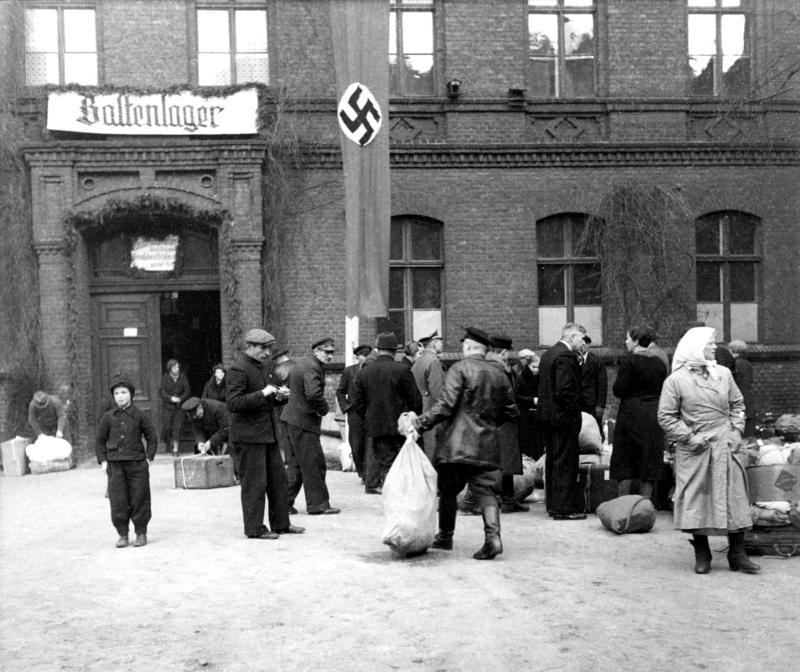
«Baltenlager» (пересыльный лагерь для балтийских немцев), Позен, 1940

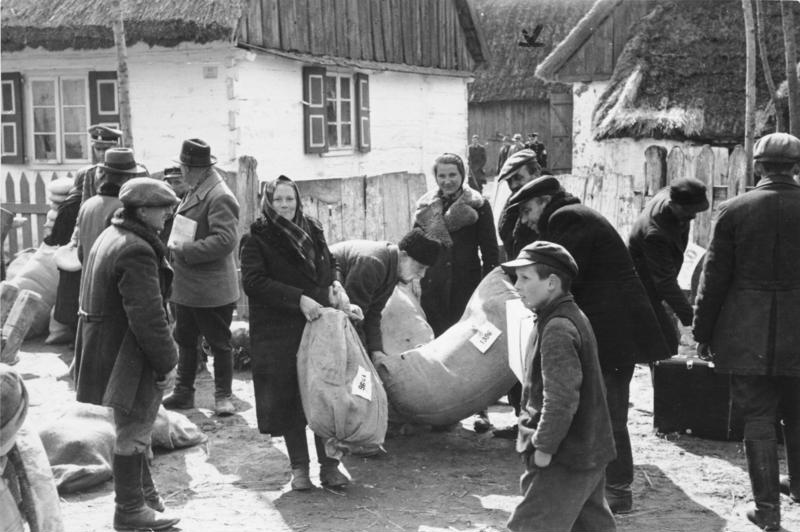
Прибытие в Вартеланд немцев-крестьян, май 1940

Немецкая пресса предупреждала о ликвидации всех немецких школ и других общеобразовательных учебных заведений в Латвии после осуществления репатриации, о том, что вся немецкая культурная жизнь замрёт после окончания переселения, так что, согласно заявлениям сотрудников остзейских газет, немцам, пожелавшим остаться, грозила перспектива скорой ассимиляции. Адольф Интельманн заявлял, что если кто-то «в нынешние дни отделится от своей народной группы… на веки вечные отрывается от германского народа». Пропаганда и угрожающая международная обстановка оказали сильнейшее воздействие на прибалтийско-немецкую общину, которая в своём большинстве подчинилась жёстким условиям репатриации.

Многочисленные агенты, приехавшие из Германии, обходят дома немцев, стараясь всячески воздействовать на нежелающих ехать. По слухам, они прибегают к таким аргументам, как, например, что после отъезда немцев в Латвию придут большевики и тогда будет плохо, остальных немцев расстреляют или же вышлют в Сибирь. Это якобы заявил и германский посланник Котце посетившей его делегации немцев. Местная немецкая церковь также приняла участие в этой кампании. Немецкий епископ д-р Пельхау обратился с воззванием к немецкому населению, в котором указывается, что «переселение совершается по воле божьей, которая выражается через „фюрера“, и ей надо следовать, если господь бог хочет, противоречий быть не может, мы должны ему безусловно повиноваться».
Письмо первого секретаря полпредства СССР в Латвии М. С. Ветрова заведующему отделом прибалтийских стран НКИД СССР А. П. Васюкову «О репатриации латвийских немцев» от 13 октября 1939 г.

### Урегулирование имущественных вопросов
Заключённые Латвией и Эстонией договоры носили конфискационный характер: эмигрантам позволяли вывозить с собой минимум движимого имущества (одежда, хозяйственная утварь, украшения). Например, дополнительный протокол к германо-латвийскому договору содержал длинный список позиций, запрещённых к вывозу: иностранная валюта, латвийские деньги в сумме более 50 латов (средняя зарплата в стране составляла 100 латов), ценные бумаги, драгоценности, оружие, автомобили, машины и т. д., а также вещи, имеющие характер товара. Запрещалось вывозить племенной скот, медицинское оборудование и врачебные кабинеты. С отъездом немцев освободились высокооплачиваемые должности и вакансии в госуправлении (261), учреждениях образования (7675), торговле (4987), промышленности (7675). В Риге и других городах Латвии освободилось около 10 тысяч квартир, а цены на недвижимость сильно упали: большой угловой дом площадью 1650 м² на улице Экспорта, 6 (архитектор Т. фон дер Остен-Сакен), принадлежавший «Объединению немецких родителей», оценивался только в неполные 7 тысяч латов. Ещё дешевле стоил роскошный дом на ул. Аусекля 9, принадлежавший немецкому юристу и общественному деятелю Вильгельму Ридигеру (архитектор М. Дебнерс).
Каждому взрослому разрешалось брать не более двух чемоданов багажа и один заплечный мешок. Большой багаж отправлялся через склад, но транспорт и мебель разрешалось вывозить в ограниченном количестве. Для реализации оставленного имущества переселенцев были созданы специальные агентства (Deutsche Treuhandverwaltung (DT) в Эстонии и Umsiedlungs-Treuhand-Aktiengeselhchaft (UTAG) в Латвии), целью которых была постепенная продажа имущества и представление интересов собственников перед государственными органами.
Все ценности, накапливаемые при ликвидации имущества переселенцев из Латвии, заносились на особый счёт в Банке Латвии; за недвижимое имущество выдавались беспроцентные долговые обязательства без срока выкупа. Денежные суммы, превышающие 50 латов на человека, надлежало внести в Лиепайский банк на специально открытый счёт «немецкого обратного переселения»; туда же вносились все ценные бумаги. Деньги, находящиеся в других банках, следовало оставить там же . После присоединения прибалтийских стран к СССР деятельность специальных немецких агентств была прекращена, а оставшееся имущество национализировано.
16 ноября 1939 года представитель французского дипкорпуса Жан де Боссе зафиксировал в своём дневнике: «Таможня по-прежнему задерживает архивы, ценные бумаги и драгоценности. Рассказывают, что одна женщина спрятала свои бриллианты на дне банки с вареньем. К несчастью, когда она приехала в Германию, варенье отобрали».

### Отношение латвийских властей к репатриации немцев
С началом репатриации балтийских немцев было объявлено, что подлежат ликвидации все немецкие церковные приходы (решение опубликовано 28 октября 1939 года) и школы (решение опубликовано 25 ноября). Епископ немецких евангелических общин Пихлау утверждал, что «Церковь должна решительно указать на долг каждого повиноваться Божьей воле и покинуть свою родину, друзей и отчий дом, чтобы направиться в страну, указанную Богом».
Перемена отношения латвийского государства к немцам была стремительной: если 2 октября на курсах учителей министр образования Юлий Аушкап декларирует толерантность ко всем жителям страны, то уже 30 октября министр юстиции Херманис Апсит заявляет: «Группа немецкого народа навсегда уходит с земли латышей и из общности латвийского государства». Богослужения на немецком языке были запрещены, нарушение наказывалось уголовно.
В день празднования годовщины собрания Народного совета 18 ноября 1939 года президент-диктатор Карлис Ульманис, подчёркивая культурно-историческую значимость репатриации общины остзейцев, отметил, что «Латвия становится более латышской».
Министр внутренних дел страны Корнелийс Вейтманис, сменивший свою немецкую фамилию на Вейдниекс, 20 декабря 1939 года заявил, что 

 «… после 16 декабря в Латвии не существует группы немецкой народности… В нашей стране больше нет немцев, за исключением тех, которые проживают здесь как иностранцы. Немечество в Латвии окончилось на вечные времена. Этого желало правительство Германии, и мы со своей стороны помогли и позаботились о том, чтоб выехали все принадлежавшие к немецкой национальности. Теперь этот исторический факт свершился, и мы можем в этом смысле быть удовлетворены: исчез последний объект возможного спора в наших отношениях с Германией. Если Латвия стала более латышской, то наша обязанность заботиться о том, чтоб латышское заняло почетное место… во всех явлениях, где… коренится чуждый нам немецкий элемент; это относится ко всем сферам созидательства, традициям, обычаям, к названиям местностей, к именам и фамилиям и т. д.»
Латышам, носившим немецкие фамилии, рекомендовалось сменить их, подав за 2 лата объявление в «Правительственный вестник». К марту 1940 года это сделали около 3 тысяч семей. На территории Латвии употреблявшиеся до этого немецкие топонимы были заменены на латышские.
Латышская пресса высказывалась о переселении немецких сограждан со злорадством и восторгом и настолько усердствовала, что в начале января 1940 года латвийский посол в Германии Криевиньш сообщил своему шефу Мунтерсу: власти Германии «неприятно удивлены» публикациями в Латвии, так как «наша пресса начала низменное уничижение, когда уничижаемых тут уже нет, и они больше не могут ответить и защититься».

### Ликвидация немецких культурных институтов
1 ноября 1939 года были закрыты все 88 немецких школ Латвии, что стало доказательством реальности потенциальной ассимиляции остающихся прибалтийских немцев. Закрытие школ подстегнуло страхи прибалтийских немцев и определило решение многих из них выехать из республики. 28 ноября 1939 года прекратил работу Институт Гердера, один из наиболее авторитетных центров общественно-политической жизни остзейской диаспоры. 13 декабря вышел последний выпуск газеты «Rigasche Rundschau» на немецком языке .
«Процесс вокруг отъезда балтийских немцев морально подготовил общество к тому, чтобы немного позже, в 1941 году, оно спокойно восприняло холокост. Именно в октябре и ноябре 1939 года общество Латвии начали подготавливать к нетерпимости к другим. Если бы этого не было, то, вполне возможно, отношение общества к холокосту в 1941 году было бы другим», — считает латышский публицист и экономист Юрис Пайдерс. «Улманис подготовил общество спокойно принимать, что можно ликвидировать народ Латвии, что можно ликвидировать класс богатых, и от этого те, кто принимает участие в этом… преступном процессе, могут нажиться», — добавляет политик Янис Урбанович.

## Репатриация 1941 года из Латвии и Эстонии
После присоединения Эстонии и Латвии к СССР германское и советское руководство начали переговоры о репатриации оставшихся в Прибалтике немцев, которые закончились заключением соглашения 10 января 1941 года. Когда угроза советизации стала реальностью, подавляющее большинство из тех немцев, которые не решились или не смогли покинуть Прибалтику в 1939 году, сделали это в 1941 году. К ним присоединилось большое количество лиц других национальностей, сумевших обосновать свои связи с Германским рейхом. За время эвакуации, которая продолжалась до 25 марта 1941 года Эстонию и Латвию покинуло 16 244 немцев. На этот раз действовали достаточно жёсткие ограничения на вывозимое имущество: помимо запрета на вывоз валюты, драгоценностей, оружия, печатных изданий и т. д., вес личного багажа не должен был превышать 50 кг на главу семьи и 25 кг на члена семьи.
По официальным советским данным, за период с 3 февраля по 25 марта 1941 года в Германию репатриировалось 24 167 семей (67 805 чел.), в том числе:
- из Латвийской ССР — 5009 семей, или 10 472 человека (немцев — 9851, латышей — 486, русских — 84, поляков — 16, литовцев — 9, эстонцев — 7, датчан — 6, шведов — 4, французов — 4, швейцарцев — 2, финнов — 1, англичан — 1, испанцев — 1);
- из Литовской ССР — 16 335 семей, или 50 260 человек (немцев — 44 434, литовцев — 5091, русских — 375, поляков — 290, латышей — 36, эстонцев — 14, белорусов — 8, бессарабцев — 5, чехов — 4, татар — 1, швейцарцев — 1, англичан — 1);
- из Эстонской ССР — 2823 семьи, или 7073 человека (немцев — 6306, эстонцев — 614, русских — 107, шведов — 13, латышей — 10, чехов — 8, поляков — 6, финнов — 4, литовцев — 1, белорусов — 1, грузин — 1, датчан — 1, голландцев — 1)[30].

К концу марта немецкое население в Эстонии и Латвии сократилось до минимума. Это количество ещё сократилось во время июньской депортации, когда одной из категорий высылаемых были «немцы, зарегистрированные на выезд и отказывающиеся выехать в Германию». Одним из немногих, кто отказался от репатриации и в 1939, и в 1941 году, был известный немецкий общественный деятель Пауль Шиман, оставшийся в Риге, но не подвергшийся ни советским, ни нацистским репрессиям.
После начала войны между Германией и СССР и немецкой оккупации Прибалтики многие репатрианты из Латвии и Эстонии подали прошения германским властям о возвращении на прежнее место жительства, однако разрешения были получены лишь в немногих случаях в виде исключения.

## Репатриация 1941 года из Литвы

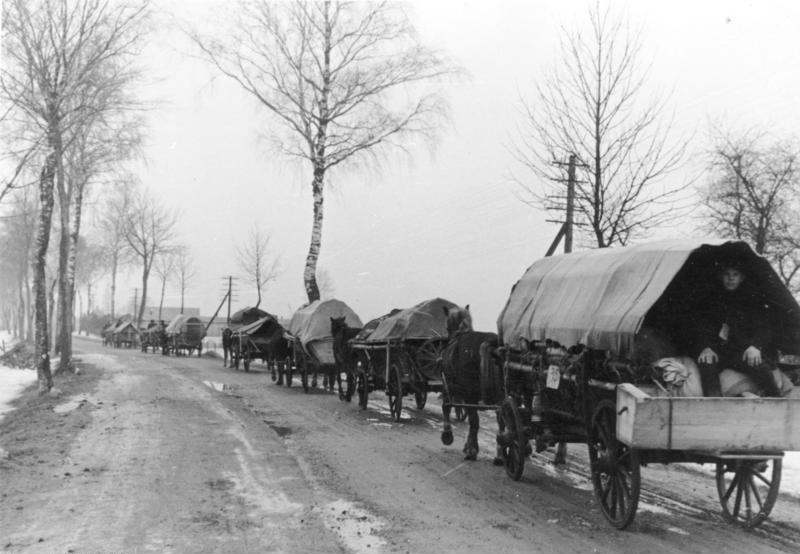
Переселение литовских немцев в Восточную Пруссию. 1941 г.

В отличие от двух других балтийских стран, в Литве у немцев не было существенных противоречий с литовским большинством, и идея репатриации среди немцев Литвы была менее популярна, чем в Латвии и Эстонии. До присоединения Литвы к СССР массовой репатриации литовских немцев не проводилось.
Советско-германское соглашение о переселении германских граждан и лиц немецкой национальности из Литовской ССР было заключено 10 января 1941 года.
Отправка переселенцев происходила поездами, автотранспортом и обозами с 3 февраля по март 1941 года. Всего было переселено около 50 000 человек. Вместе с немцами Литву покинуло большое число лиц негерманского происхождения. Переселенцы из Литвы размещались главным образом в окрестностях Цеханува, присоединенного к гау Восточная Пруссия.
Соглашение от 10 января 1941 года предусматривало также встречное переселениена территорию Литовской ССР  литовского, русского и белорусского населения из Мемельского края и Сувалкской области, и процесс репатриации в Литве носил взаимный характер. В целом, в Литву были репатриирована 6261 семья или 21 343 человека.
После начала немецкой оккупации Литвы большой части бывших литовских немцев (в отличие от немцев из других стран) было разрешено вернуться в Литву. По данным германских источников, к концу 1943 года в Литву вернулось более 30 000 человек.

## Возмещение стоимости оставленного имущества
Стоимость оставленного репатриантами имущества в Эстонии, Латвии и Литве была в определённой мере возмещена согласно договорённости между Германией и Советским Союзом, подписанной в январе 1941 года. СССР единовременно выплатил Германии 150 миллионов рейхсмарок.

## Вопрос о возвращении
Фактически собственность балтийских немцев оптом перешла к властям балтийских стран, в частности, в Латвии, в основном, в руки государственного Кредитного банка и других учреждений, которые расплачивались с Германией за эти средства экспортными поставками. «Отец латвийской денационализации», адвокат Андрис Грутупс в начале 1990-х годов считал, что Латвия потеряла важную часть населения, нужно как-то решить для балтийских немцев вопрос собственности. «В начале 1990-х у некоторых были такие соображения — что Латвии очень выгодно иметь высокообразованных, культурных людей, которые знают, что такое Латвия. Мои побуждения были именно такими. Но инициативы от Германии не было никакой — только от отдельных лиц. Официальная же Германия сказала: как сами решите, так пусть и будет. Ну так это и осталось — никак... А сегодня уже поздно — ничего уже не вернуть. Приватизация и денационализация ушли так далеко, что возвращать что-то, и опять устраивать передел собственности — немыслимо. Хотя ещё в начале 1990-х я считал, что стоит тем, кто пожелает вернуться в Латвию, вернуть кое-какую собственность. Но не полную компенсацию», — подчёркивал Грутупс.
Потомки репатриированных в 1939 году немцев по латвийскому закону «О денационализации» не имели права на недвижимость, так как получили за неё какие-то компенсации. Наследное имущество смогли вернуть только те граждане и их потомки, которые уезжали уже из Советской Латвии в 1940—1941 годы, а также те немногие, кто всё же остался на своей родине, в Латвии.
Восстановленная Латвийская республика не восстановила бывших балтийских немцев в гражданских правах, считая, что уехавшие утратили их по латвийско-германскому договору 1939 года. Единственным исключением стал восстановивший гражданство в судебном порядке Алекс Лебер — сын известного юриста, соавтора «Декларации о восстановлении независимости Латвии» Андрея Лебера.

## Отражение в культуре
Зигфрид фон Фегезак, известный писатель и аристократ, потомок Кампенгаузенов по материнской линии, описал события 1930-х годов в цикле романов «Трагедия балтийцев» («Die Baltische Tragödie, Baltiešu gredzens»), по которой режиссёр Виестурс Кайриш в 2019 году поставил спектакль в Национальном театре Латвии. «Мы не только мы, — сказал постановщик. — На протяжении веков мы идём за балтийскими немцами, используя их песни и многое другое. Это ретроспекция, которая в первую очередь позволяет увидеть Латвию и картину того времени с точки зрения балтийского немца. С точки зрения утонувшей и исчезнувшей Атлантиды».